# Erik Gustavsson (Ängaätten)
Erik Gustavsson (Ängaätten), född på 1400-talet, död mellan 1480–1482, var en svensk riksråd.

## Biografi
Erik Gustavsson (Ängaätten) var son till riksrådet Gustav Laurensson (Ängaätten) och Margareta Olofsdotter (Hjulstaätten). Han nämns första gången 1477 och var 1480 riksråd. Erik Gustavsson nämns 7 maj 1482 som avliden.

### Egendom
Han ägde jord i Tjusts härad i Småland, Jönåkers härad i Södermanland, Bobergs härad i Östergötland och Vartofta härad i Västergötland.

### Familj
Erik Gustavsson var sedan 1477 gift med Ingeborg Åkesdotter (Svarte Skåning), dotter till riddaren, riksrådet och lagmannen Åke Jönsson (Svarte skåning) i Södermanlands lagsaga och Mechtild Clusdotter (Plata). De fick tillsammans dottern Karin Eriksdotter.